# Chris Jenkins
Chris Jenkins é um sonoplasta estadunidense. Venceu o Oscar de melhor mixagem de som em três ocasiões, sendo a última na edição de 2016 por Mad Max: Fury Road, ao lado de Gregg Rudloff e Ben Osmo.